# Iñaki Pérez Beotegi
Iñaki Pérez Beotegi, Wilson (Vitòria, 1948 – Vitòria, 11 de març de 2008) fou un activista polític basc, militant d'ETA.
Després de passar un temps estudiant a Anglaterra, on hi treballaven els seus pares, es va integrar a ETA-V Assemblea. Allí també va participar en una vaga de fam de suport als jutjats en el Procés de Burgos i provocà un incendi a l'ambaixada espanyola a Londres el 1970. Tornà al País Basc, però després del segrest de Lorenzo Zabala hagué de fugir novament, i gràcies als seus coneixements d'anglès, fou encarregat de l'àrea internacional d'ETA.
És considerat, al costat d'Argala, el cervell de l'Operació Ogre, de la que en resultà l'atemptat contra Luis Carrero Blanco. Després es passà a ETA pm i fou arrestat a Barcelona el 1975 amb Jon Paredes Manot gràcies a la informació de l'infiltrat Lobo. Poc abans de l'amnistia de 1977 fou excarcerat i enviat a Noruega amb Xabier Izko de la Iglesia, Iñaki Múgica Arregi, Ezkerra, José Antonio Garmendia i Iñaki Sarasketa entre d'altres, fins que l'amnistia li va permetre tornar.
Un cop incorporat a la vida pública ingressà a Euskadiko Ezkerra, però el 1983 l'abandonà i fundà Auzolan amb Iñaki Múgica Arregi, però després del fracàs es retirà i es dedicà a l'hostaleria. El 2006 va tornar a sortir a la palestra per a denunciar la manipulació de les seves paraules en un reportatge televisiu realitzat amb càmera oculta. Va morir l'11 de març de 2008 a Vitòria després d'una llarga malaltia.